# 工藤一三
工藤 一三（くどう かずぞう、1898年7月27日 - 1970年7月2日）は、日本の柔道家（講道館9段・大日本武徳会範士）。
戦前の明治神宮競技大会等で活躍して古賀残星の選抜した“柔道十傑”の1人に数えられ、旧制浦和高校助教授を経てドイツに留学し柔道の普及に尽力。
後には警視庁にて逮捕術制定の任に当たって講道館審議委員や全日本柔道連盟の理事を務めるなど、柔道界の大家として知られた。

## 経歴
青森県弘前市富田に生まれ富山県で育った。県立高岡中学校（現・県立高岡高校）在学中に磯貝一の実兄である誠三（のち6段）の手解きを受け、1916年に同校を卒業後は上京して東京高等師範学校体育科に進学し、生来の研究熱心も手伝い永岡秀一の指導のもとで以前にも増しその腕を上達させた。講道館入門は1917年5月付で、翌18年秋の紅白試合では技量抜群で3段、1922年に高等師範学校を卒業した時には当時数少ない4段に列せられていた。なお、高師の先輩に当たる橋本正次郎や桜庭武と共に後年“永岡門下の3羽鳥”と知られた事からも、この高師時代の工藤の活躍が如何に目覚ましかったかが窺える。
その後、佐賀県にある県立鹿島中学校（現・県立鹿島高校）で1年間教員を務め、翌23年には旧制浦和高校（現・埼玉大学）助教授となって同校に柔道部を創設し、一方で東京の成城中学校の柔道教師も兼任した。
暇を見ては足繁く講道館に通うなど柔道専門家としての自身の修業も怠らず、1925年8月には5段位を許されている。
この頃の工藤は身長165cm・体重70kgと決して大きな体格ではないが左右の払腰と釣込腰に長じ（後に払釣込足や横捨身技も得意技に加えた）、東京・福岡の対抗戦や満鮮遠征軍、武徳大会等で活躍して頭角を現し、とりわけその名を轟かせたのは1926年5月に済寧館で開催の全国道州府県選抜優勝試合であった。工藤は準決勝戦で三船門下の逸材佐藤金之助6段を払腰に降し、決勝戦では、もう一方の準決勝戦で伝家の宝刀内股を武器に豪傑・馬場寿吉6段を一閃した武専出の山中良一4段と相対。工藤の払腰か山中の内股かで観客が湧き立つ中で工藤は山中の内股を封じ切り、逆に釣込腰で山中に畳を背負わせて勝利を収め、終に摂政宮の賜盃を得た。この活躍を以って大会後の7月には柔道教士号を拝受している。
また同年11月には第3回明治神宮大会で事実上の柔道日本一決定戦となる青年組5段の部に出場し、決勝戦で朝鮮の大豪と知られた古沢勘兵衛と延長3回30分近い激戦の末に優劣決せず引き分けとなった。

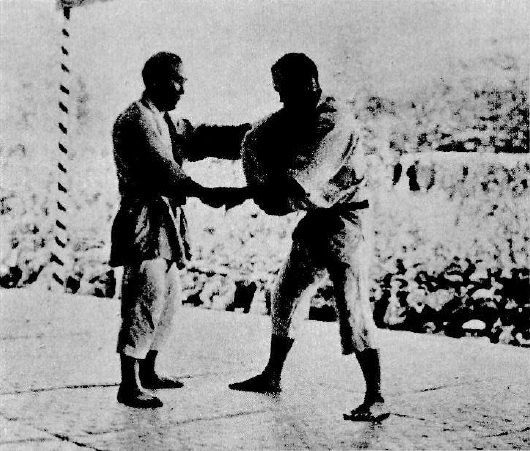
熱戦を演じた明治神宮競技大会

明治神宮大会での激闘直後の12月、“体育に関する事項の研究”という名目で高師時代の同級生である今井寿男5段と共にドイツへの留学を文部省より任じられ、工藤はベルリン大学と体育大学へ、今井は体育大学へ赴いて研究の傍ら現地で2年間の柔道指導を行った。当時のドイツにおける柔道は、工藤らに遡る事20年前の1907年に東京高師教授の佐々木吉三郎が同じく文部省の意向で留学し、その種を撒いたものがベースとなっていた。
1928年8月に嘉納治五郎がアムステルダム五輪視察の帰途にドイツに立ち寄り、工藤や、工藤に先んじてミュンヘンを中心に柔道指導を行っていた会田彦一5段と共に講演会を開催、嘉納直々の術理に加え工藤・会田両5段の妙技を現地ドイツの柔道家達は目の当たりにし、その後柔道は現地で一層人気を博したという。
1929年に帰国後は5月開催の御大礼記念天覧武道大会に栄えある指定選士の1人として選出されたが、体調不良により実際に大会への出場は適わず。それでも翌30年1月の講道館鏡開式で鮮やかに5人を抜いて6段に昇段したほか、5月に済寧館で開催された武道大会で当時“講道館の主”と言われていた川上忠6段と模範乱取を行い、一進一退の攻防の末に終に引き分けるという熱戦を演じて模範試合=八百長試合と思い込んでいた観衆を驚嘆せしめた。
同じ頃、1929年3月に設立されたばかりの国士舘専門学校（現・国士舘大学）教授に嘉納から推挙され、会田と共に同校の柔道教授に着任。この国士舘時代の教え子には、後にアラブ連合やアメリカ軍で柔道と逮捕術を指導する事となる細川九州男らがいた。しかし同校のワンマン館長と知られた柴田徳次郎の排斥運動（いわゆる国士舘騒動）が起こると、頭山満に心酔していた工藤は排斥派の筆頭として国士舘を追放される羽目に。日中戦争前後には法政大学や日本大学の柔道教師を務めたが、工藤は「現役時代は柔道の神髄など気にもしていなかったが、国士舘を辞めて鳴かず飛ばずの数年間に柔道の術理の奥をやっと覗き見る事ができた」と語っている。
またこの間、1934年の「皇太子殿下御誕生奉祝武道大会」にて栗原民雄7段と無勝負による特選乱取を行い、同大会の府県選士の部では審判員の大役を務めたほか、柔道評論家の古賀残星は同年に出版した著書『講道館今昔物語』で時代を代表する強豪柔道家として“柔道十傑”を選抜し、工藤はこの内の1人に選ばれている。
| 段位 | 年月日         | 年齢 |
| ---- | -------------- | ---- |
| 入門 | 1917年5月6日   | 18歳 |
| 初段 | 1917年6月4日   | 18歳 |
| 2段  | 1917年10月4日  | 19歳 |
| 3段  | 1918年10月28日 | 20歳 |
| 4段  | 1921年7月20日  | 22歳 |
| 5段  | 1925年8月9日   | 27歳 |
| 6段  | 1930年1月18日  | 31歳 |
| 7段  | 1936年2月22日  | 37歳 |
| 8段  | 1946年5月4日   | 47歳 |
| 9段  | 1958年5月5日   | 59歳 |

1941年9月に東京柔道有段者会の幹事となり、3カ月後には厚生省体育官、1943年には日本体育専門学校（現・日本体育大学）講師を兼任。1944年には大日本武徳会の範士号を受けた。太平洋戦争の終戦後は1946年5月に8段。同じく1946年に文部省体育局嘱託、翌47年には内務省警保局事務取扱嘱託となって警察官の逮捕術制定の任に当たり、その後警察大学校では教授を務めた。後進の指導には人一倍熱心で、例えば東京都柔道連盟の講習会に招かれた際には数少ない言葉の中に柔道の真意を説き、時間の経過も忘れて熱心に指導に当たっていたという。
1958年の嘉納師範没後20年に際して9段位を允許され、1963年には警視庁から派遣されて欧州各国の警察にて柔道と逮捕術を指導している。その後東京五輪で柔道競技審判員の重責を担い、晩年には講道館にて特別指導員、国際部委員、審議員のほか全日本柔道連盟にて理事を務めた。この他衆議院や明治製菓、東急、武蔵工業大学、富山大学など各所で師範を担うなどして多くの門人の育成に当たった功績から、1965年には日本国政府より紫綬褒章を受章している。
世田谷区に居を構えて多くの柔道に関する教本を著し、『柔道教科書』や『柔道読本』、後に英語・スペイン語にまで翻訳された『ダイナミック柔道』等が有名である。こうして柔道界の大御所的存在であった工藤だが、1970年には入退院を繰り返し同年7月2日に尿毒症のため没した。享年72。葬儀は青山葬儀所にて7月7日に厳かに執り行われている。
同年、柔道功労者として従四位・勲三等瑞宝章。
工藤の死に際して柔道評論家の工藤雷介は「柔道界に於いては口八丁・手八丁と言われた特異な存在であり、三船久蔵と並んで工藤ほど毀誉褒貶が多かった人はいない」「率直すぎて口が禍を招いた」と述べる一方、東京都柔道連盟会長の樽沢正は「全国の警察官に慈父の如く慕われた」「柔らかい物腰で人に接していた」とその人柄を述懐しており、工藤に近しい両者でも氏に対し対照的な印象を抱いていた点は特筆される。
また、趣味の囲碁は日本棋院4段の腕前であった。